# Licher BasketBären
El Licher BasketBären es un equipo de baloncesto alemán con sede en la ciudad de Lich, que compite en la ProB, la tercera división de su país. Disputa sus partidos en el Dietrich-Bonhoeffer-Halle, con capacidad para 1200 espectadores. 
Es la sección de baloncesto del TV 1860 Lich. El club tiene un acuerdo de colaboración con el Gießen 46ers.

## Nombres
- TV 1860 Lich (1962-1999)
- Licher Basketbären (1999-2000)
- TV 1860 Lich (1999-2002)
- Avitos Lich (2002-2004)
- TV Lich (2004-2008)
- LTi Lich (2008-2009)
- Licher BasketBären (2009-actualidad)

## Posiciones en Liga
| - 1995: 2-(2) - 1996: (3) - 1997: (2) - 1998: (2) - 1999: (2) - 2000: 14-(1) - 2001: 6-(2) - 2002: 14-(2) - 2003: 14-(2) | - 2004: 12-(2) - 2005: 9-(2) - 2006: 13-(2) - 2007: 7-(2) - 2008: 12-(ProA) - 2009: 16-(ProA) - 2010: 15-(ProB) - 2011: 4-(ProB) - 2012: 9-(ProB) | - 2013: 6-(ProB) - 2014: 7-(ProB) - 2015: 9-(ProB) - 2016: 10-(ProB) - 2017: 9-(ProB) |

## Jugadores destacados
| - Richard Poiger - Nils Angelats - Mark Consadine - Tobias Bastel - Javon Baumann - Jan Bokemeyer - Bill Borekambi - Bernd Breining - Robin Christen - Eric Curth - Daniel Dörr - Jannik Freese - Stefan Goellner - Axel Gross - Jens Hirschberg - Patrick Horstmann - Lucian Kieser - Michael Koch - Konstantin Kovalev - Daniel Krause - Simon Kutzschmar - Thorsten Leibenath - Benjamin Lischka - Johannes Lischka - Kai Löffler - Lutz Mandler - Jeffrey Martin | - Deon McDuffie - Michael Nachreiner - Philipp Neumann - Felix Rotaru - Marian Schick - Nino Valentic - Markus Wedler - Vinzent Zimmer - Niels Vorenhout - Jarrod Kenny - Broderick Bobb - Tyrone Bradshaw - Michael Buckley - Jesse Bunkley - Brandon Chappell - Devon Clarke - Jevon Clarke - Junior Conerly - Thomas Fairley - Willis Gardner - Reggie Golson - Mychal Green - Brian Hagens - Gary Hamilton - DeVario Hudson - Brandon Jenkins - Jermale Jones | - Blake Justice - Pedja Lazic - Lamar Mallory - Tyron McCoy - Nigel Moore - Brian Myers - Andrae Nelson - Nicholas Pederson - C.J. Pigford - Antonio Porch - Derek Risper - KK Simmons - Marcus Sloan - Jason Swanson - Derrick Webb - Michael Wilds - Fred Williams - Ronell Wooten - Blake Young - Willie Young - Besnik Bekteshi - Nicolau Dilukila - Armin Willemsen - Amil Klisura - Tomislav Topić - Jonathan Malu - Daniel Boticki | - Marco Buljević - Marko Pipić - Igor Starcević - Andreas Tsiminos - Guy Aud - Giuseppe Modugno - Jacek Duda - Sebastian Szymański - Rogério Fernandes - Anton Kazarnovski - Milan Azanjać - Marko Radulović - Uğur Külhan - Pete Strobl - Elijah Allen - Ryan De Michael - Shawn Gulley - Sherman Lockhart - Thomas Tripp - Joseph Fuca |